# Maslenjača
Maslenjača je vesnice v Chorvatsku v Bjelovarsko-bilogorské župě, spadající pod opčinu Đulovac. Vznikla v roce 2001 spojením dvou sídel Mala Maslenjača a Velika Maslenjača. Nachází se asi 11 km severovýchodně od Daruvaru. V roce 2011 zde žilo 174 obyvatel. V roce 1991 bylo 9,36 % obyvatel obou bývalých vesnic (19 z tehdejších 203 obyvatel) české národnosti, přičemž naprostá většina Čechů žila v Malé Maslenjači, v níž Češi tvořili 21,62 % obyvatelstva.

## Sousední sídla
| Růžice kompasu | Ivanovo Selo   | Munije          | Mali Bastaji   | Růžice kompasu |
| Růžice kompasu | Borova Kosa    | Sever           | Veliki Bastaji | Růžice kompasu |
| Růžice kompasu | Borova Kosa    | Maslenjača      | Veliki Bastaji | Růžice kompasu |
| Růžice kompasu | Borova Kosa    | Jih             | Veliki Bastaji | Růžice kompasu |
| Růžice kompasu | Donja Vrijeska | Gornja Vrijeska | Škodinovac     | Růžice kompasu |